# Santa Maria Maddalena (Rom)
Santa Maria Maddalena, in Rom allgemein La Maddalena genannt, ist eine Kirche in Rom aus dem späten 17. Jahrhundert. Sie ist Klosterkirche der Kamillianer und Nationalkirche der Bewohner der Abruzzen. Sie gilt als eine der schönsten Rokokokirchen Roms. Im Dezember 2024 wurde sie erstmals als Titelkirche an einen Kardinalpriester vergeben.

## Lage
Die Kirche liegt im III. römischen Rione (Stadtbezirk) Colonna an der nach ihr benannten Piazza della Maddalena etwa 120 Meter nördlich des Pantheon. Die Fassade zeigt nach Westen, südlich führt die Via delle Colonelle entlang.

## Baugeschichte
An der Stelle der heutigen Kirche ist ein Vorgängerbau aus dem 15. Jahrhundert nachgewiesen. Papst Sixtus V. übertrug diesen Bau im Jahr 1585 an den Gründer der Kamillianer, Kamillus von Lellis. Der Neubau begann 1673 unter der Leitung und nach Plänen Carlo Fontanas. Er errichtete zunächst den nördlichen Querarm. Die Bauleitung hatten anschließend ab 1690 Giovanni Antonio de’Rossi und sein Schüler Pozzoni. Sie errichteten den Chor, Teile des Langhauses sowie die Vierung und änderten die Pläne Fontanas ab. Als nächster Architekt wird von 1696 bis 1698 Carlo Giulio Quadri genannt; er vollendete den Bau und die Fassade im Rohbau. Die Zuordnung der Fassade ist umstritten. Nach derzeitigem Stand wird sie (noch) Giuseppe Sardi zugeschrieben, was aber auf Widerstand stößt. Als andere mögliche Baumeister werden Quadri und Johann Conrad Woerle, der Erbauer des Orgelprospektes der Kirche, genannt. Die Fassade wurde 1735 vollendet.

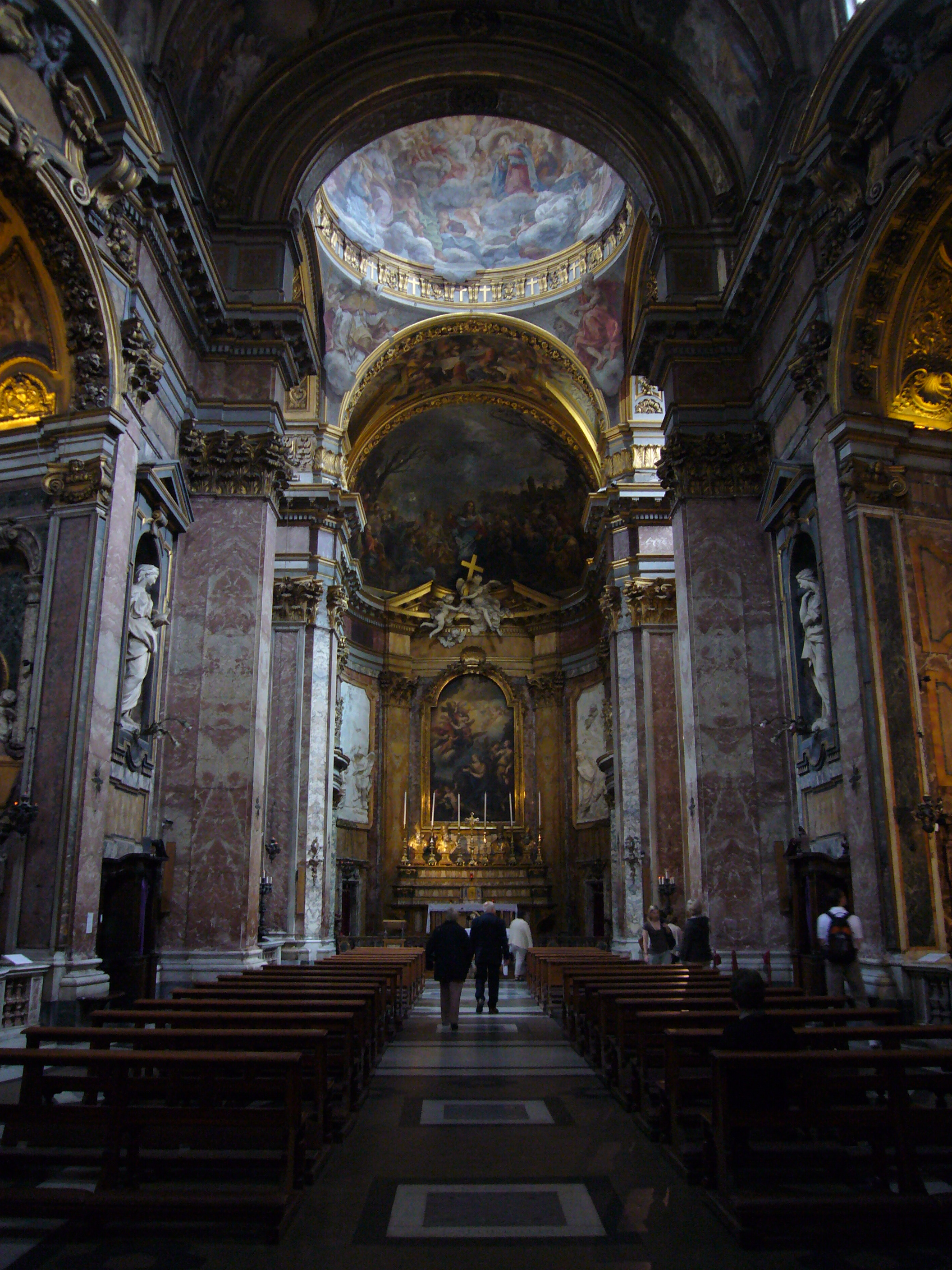
Blick in das Langhaus Richtung Chor

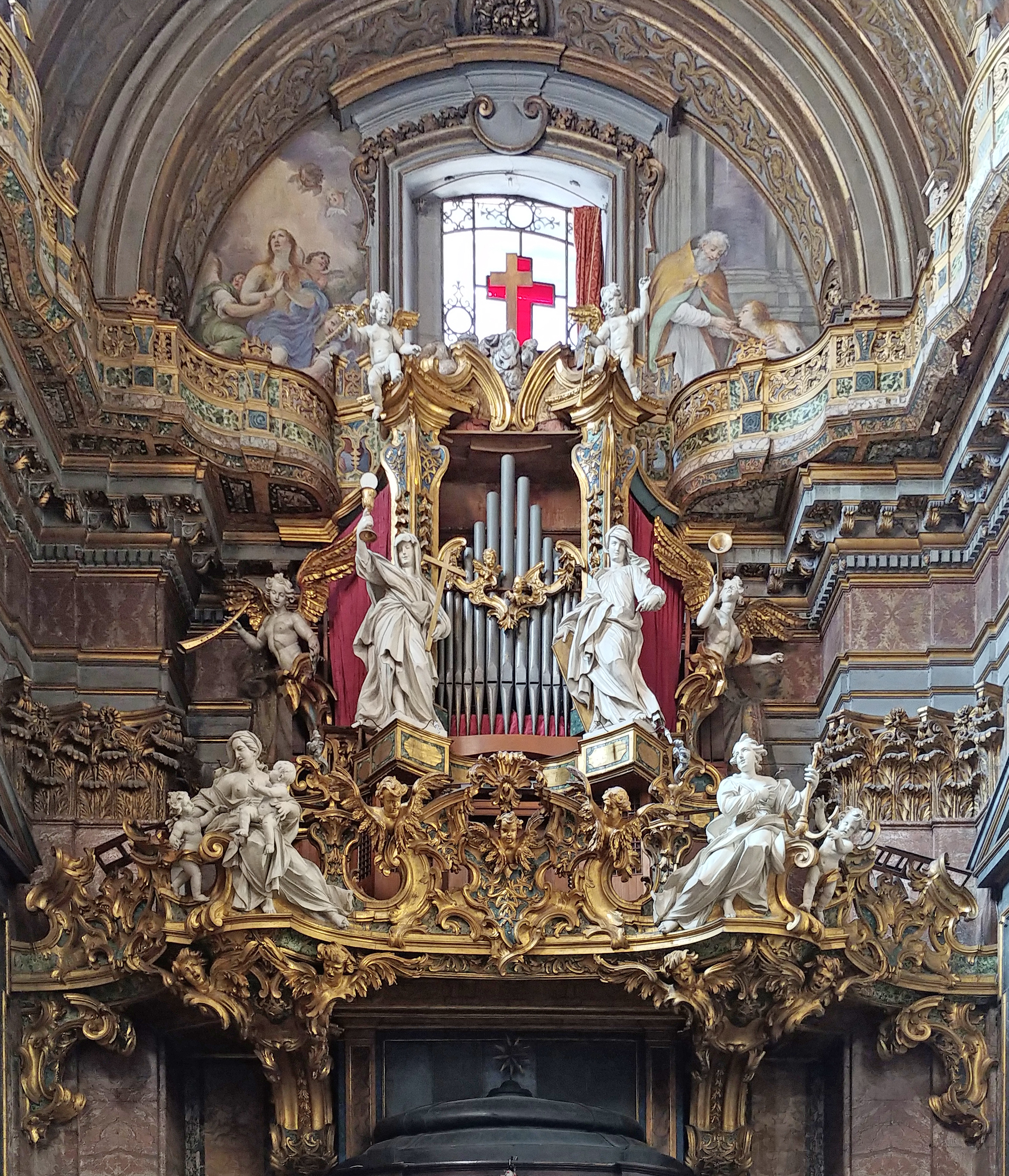
Orgel

## Fassade
Die Fassade, sie gilt als „Musterbeispiel verspielten Spätstils“, ist zunächst konkav geschwungen. Sie ist zweistöckig in der horizontalen und dreiachsig in der vertikalen Achse gegliedert. Das Portal wird von zwei Vollsäulen eingefasst, darüber wurde ein durchbrochener Dreiecksgiebel errichtet. Hinter den Vollsäulen und jeweils an den Eckseiten der Fassade sind zweifach gestufte Pilaster eingestellt, sowohl im unteren wie im oberen Geschoss, wobei die Kapitelle in einer barocken Variante von Kompositkapitellen gestaltet sind. In die vier Travéen sind reich verzierte Nischen mit Statuen eingefügt. 
Das Portal wird von einem verzierten Schild überwölbt, dieses ist mit zwei Putten auf der Oberseite gestaltet. Dem Konkavschwung der Fassade ist im Obergeschoss das mittlere Fenster mit einem Konvexschwung des gestuften Segmentgiebels entgegengestellt. Das mittlere vertikale Element wird als „Großnische“ aufgefasst und soll an Arbeiten Borrominis erinnern. Die Voluten des oberen Nischenbogens laufen seitlich aus und sind von Flammenzungen gekrönt. Die Fassade ist zwar reich verziert, wirkt aber nicht überladen.

## Inneres
Die Architektur des Innenraumes ist eine hochbarocke Abwandlung der Kirche Il Gesù. Er ist von der Grundstruktur her eine Hallenkirche mit einer Kuppel über der Vierung und einem Chor. Die Arme des Querhauses sind sehr kurz, insgesamt hat die Kirche einen rechteckigen Grundriss. Das Langhaus ist als eigenständiger Baukörper ausgeführt und folgt einem langgezogenen Oktogon als Grundform, seitlich sind flache Kapellen eingefügt.
Die Ausstattung wurde bis 1740 vollendet. Der prächtige Innenraum enthält Fresken u. a. von Michelangelo Cerrutti. Glanzstück ist der an der Westseite oberhalb des Portals von Johann Konrad Werle 1735 errichtete Orgelprospekt. Eine Statue der Patronin aus dem 15. Jahrhundert, also aus dem Vorgängerbau, befindet sich in der Kapelle rechts des Altars. In einem Sarkophag im Altar im rechten Querschiff ist der hl. Kamillus von Lellis beigesetzt.
Die Innenausstattung insgesamt gilt als ein Hauptwerk des römischen Spätbarock (sog. barochetta). Die Sakristei gilt ebenso als eine der schönsten römischen ihrer Art.

## Öffnungszeiten
Die Kirche ist von 07:15 Uhr bis 12:00 Uhr vormittags und von 15:30 Uhr bis 19:30 Uhr nachmittags/abends geöffnet.